# Eduardo Juárez
Eduardo Luis Juárez Viales (Santa Cruz, Guanacaste, Costa Rica, 22 de septiembre de 1998) es un futbolista costarricense que juega como centrocampista en el Club Sport Herediano de la Primera División de Costa Rica.

## Trayectoria

### L.D. Alajuelense
Eduardo Juárez es oriundo de Hatillo de Santa Cruz, Guanacaste, y se inició en el deporte a los ocho años en una escuela de fútbol. Acompañó a su padre en los encuentros del extinto Santacruceña en condición de local. Poco después entró al equipo de su barrio que participó en la Liga Nacional de Fútbol Aficionado (LINAFA), el cual fue fundado por su padre y se marchó para integrar las fuerzas básicas de Alajuelense.
Con la clasificación asegurada de los liguistas a la ronda eliminatoria del Campeonato de Verano 2016, el entrenador Javier Delgado usó parte de la cantera para afrontar la última jornada de la fase regular, ante el Cartaginés en el Estadio Morera Soto, esto el 24 de abril. En esa oportunidad, el mediocentro apareció como titular y completó la totalidad de los minutos, en la victoria de 3-1, con goles de sus compañeros Hernán Rivero y Harry Rojas. Posteriormente desapareció de las convocatorias para seguir en la categoría menor.

### Guadalupe F.C.
A mediados de 2017, el jugador se incorporó a Guadalupe Fútbol Club como nuevo refuerzo para la siguiente temporada.

## Selección costarricense

### Categorías inferiores

#### Eliminatoria al Campeonato Sub-17 de Concacaf 2015
El 31 de octubre de 2014, Luis Fernando Fallas, entrenador de la Selección Sub-17 de Costa Rica, dio en conferencia de prensa la lista de 18 futbolistas que participarían en la Eliminatoria Centroamericana previa al Campeonato de Concacaf del año siguiente; en su nómina destacó la integración de Eduardo Juárez. El 4 de noviembre fue la primera fecha de la triangular, en la cual su nación enfrentó al combinado de Belice en el Estadio Edgardo Baltodano. En esa oportunidad, el centrocampista fungió en la titularidad, y a pesar de iniciar perdiendo desde el primer minuto de partido, su selección logró dar vuelta el resultado y triunfar con cifras de 3-1. Cuatro días posteriores fue el encuentro ante El Salvador en el mismo escenario deportivo. El jugador alcanzó la totalidad de los minutos y la victoria de 2-1 aseguró el liderato del grupo A con 6 puntos y el pase directo a la competencia continental.

#### Campeonato Sub-17 de Concacaf 2015
Bajo la dirección técnica del argentino Marcelo Herrera, la categoría costarricense enfrentó el Campeonato Sub-17 de la Concacaf de 2015, competencia que se realizó en territorio hondureño. El 28 de febrero fue la primera fecha contra Santa Lucía en el Estadio Olímpico Metropolitano. Mediante los dobletes de sus compañeros Andy Reyes y Kevin Masis, su nación triunfó con cifras de goleada 0-4. La segunda jornada del torneo del área se efectuó el 3 de marzo ante Canadá, en el mismo escenario deportivo. El marcador concluyó en pérdida de 2-3. Tres días después su país volvería a ganar, siendo esta vez con resultado de 4-1 sobre Haití. El 9 de marzo se dio un triunfo 2-0 contra Panamá y tres días posteriores el empate a un tanto frente al combinado de México. Con este rendimiento, los costarricenses se ubicaron en la zona de repechaje y el 15 de marzo se llevó a cabo el compromiso por esta definición en el Estadio Francisco Morazán, donde su conjunto tuvo como adversario a Canadá. La victoria de 3-0 adjudicó la clasificación de su selección al Mundial Sub-17 que tomaría lugar ese mismo año.

#### Mundial Sub-17 de 2015
El director técnico de la selección Marcelo Herrera, dio la lista de convocados para el Campeonato Mundial de 2015, desarrollado en Chile. Anteriormente, su país enfrentó partidos amistosos contra conjuntos argentinos y el 6 de agosto se dio a conocer que estaría en el grupo E. El primer encuentro se realizó el 19 de octubre en el Estadio Municipal de Concepción frente a Sudáfrica; sus compañeros Kevin Masis y Andy Reyes anotaron para el triunfo de 2-1, mientras que Eduardo fue titular los 90 minutos. Tres días después, su país tuvo el segundo cotejo contra Rusia en el mismo escenario deportivo; el empate a un gol prevaleció hasta el final. El 25 de octubre fue el último partido de la fase de grupos ante Corea del Norte en el Estadio Regional de Chinquihue; el marcador fue con derrota de 1-2. Según los resultados obtenidos en esta etapa, su país alcanzó el segundo lugar con 4 puntos y con esto, el pase a la ronda eliminatoria. El 29 de octubre se efectuó el juego de los octavos de final de la competencia, donde su selección enfrentó a Francia. Eduardo apareció en el once inicial y la igualdad sin anotaciones provocó que esta serie se llevara a los lanzamientos desde el punto de penal, en la cual el 3-5 favoreció a los costarricenses, y logrando así su primera clasificación a cuartos de final desde que se estableció el actual formato. El 2 de noviembre se llevó a cabo el encuentro contra Bélgica, en el que su combinado perdió con marcador de 1-0, quedando eliminado.
| Mundial                     | Sede  | Resultado        |
| --------------------------- | ----- | ---------------- |
| Copa Mundial Sub-17 de 2015 | Chile | Cuartos de final |

#### Campeonato Sub-20 de Concacaf 2017
El representativo costarricense Sub-20, para el Campeonato de la Concacaf de 2017, se definió oficialmente el 10 de febrero. En la lista de convocados que dio el director técnico Marcelo Herrera se incluyó al mediocampista. El primer partido fue el 19 de febrero en el Estadio Ricardo Saprissa, donde su combinado enfrentó a El Salvador. En esta oportunidad, Juárez fue titular, mientras que el resultado concluyó con la derrota inesperada de 0-1. La primera victoria de su país fue obtenida tres días después en el Estadio Nacional, con marcador de 1-0 sobre Trinidad y Tobago, y el anotador fue su compañero Randall Leal por medio de un tiro libre. El 25 de febrero, en el mismo escenario deportivo, la escuadra costarricense selló la clasificación a la siguiente ronda como segundo lugar tras vencer con cifras de 2-1 a Bermudas. El 1 de marzo, su conjunto perdió 2-1 contra Honduras, y dos días después empató a un tanto frente a Panamá. Con este rendimiento, la selección de Costa Rica quedó en el segundo puesto con solo un punto, el cual fue suficiente para el avance a la Copa Mundial que tomaría lugar en Corea del Sur. Estadísticamente, el mediocentro acumuló 267 minutos de acción en un total de tres juegos disputados.

#### Mundial Sub-20 de 2017
Durante la conferencia de prensa dada por el entrenador Marcelo Herrera, el 28 de abril, se hizo oficial el anuncio de los 21 futbolistas que tuvieron participación en la Copa Mundial Sub-20 de 2017 con sede en Corea del Sur. En la lista apareció el volante Eduardo Juárez, siendo este su segundo torneo del mundo después de su actuación con la Sub-17 en 2015.
El compromiso que dio inicio con la competición para su país fue ejecutado el 21 de mayo en el Estadio Mundialista de Jeju, donde tuvo como contrincante a Irán. El centrocampista completó la totalidad de los minutos en la derrota inesperada de 1-0. En el mismo recinto deportivo se disputó el segundo juego contra Portugal, esto tres días después. Aunque su escuadra empezó con un marcador adverso, su compañero Jimmy Marín logró igualar las cifras, mediante un penal, para el empate definitivo a un tanto. La primera victoria para su grupo fue el 27 de mayo ante Zambia en el Estadio de Cheonan, de manera ajustada con resultado de 1-0 cuyo anotador fue Jostin Daly. El rendimiento mostrado por los costarricenses les permitió avanzar a la siguiente fase como mejor tercero del grupo C con cuatro puntos. El 31 de mayo fue el partido de los octavos de final frente a Inglaterra, en el Estadio Mundialista de Jeonju. Para este cotejo, su nación se vería superada con cifras de 2-1, insuficientes para trascender a la otra instancia. Por otra parte, el volante contabilizó 270 minutos de acción en tres apariciones.
| Mundial                     | Sede          | Resultado        |
| --------------------------- | ------------- | ---------------- |
| Copa Mundial Sub-20 de 2017 | Corea del Sur | Octavos de final |

#### Juegos Centroamericanos 2017
El 29 de noviembre de 2017, Juárez entró en la lista oficial de dieciocho jugadores del entrenador Marcelo Herrera, para enfrentar el torneo de fútbol masculino de los Juegos Centroamericanos, cuya sede fue en Managua, Nicaragua, con el representativo de Costa Rica Sub-21. Debutó como titular —con la dorsal «16»— y completó la totalidad de los minutos en el primer juego del 5 de diciembre, contra Panamá en el Estadio Nacional. El único tanto de su compañero Andy Reyes al 66' marcó la diferencia para el triunfo por 1-0. Para el compromiso de cuatro días después ante El Salvador, el centrocampista entraría de cambio al minuto 61' por Luis Hernández mientras que el resultado se consumió empatado sin goles. Los costarricenses avanzaron a la etapa eliminatoria de la triangular siendo líderes con cuatro puntos. El 11 de diciembre apareció en el once inicial y jugó los 90 minutos en la victoria de su país 1-0 —anotación de Esteban Espinoza— sobre el anfitrión Nicaragua, esto por las semifinales del torneo. La única derrota de su grupo se dio el 13 de diciembre, por la final frente a Honduras (1-0), quedándose con la medalla de plata de la competencia.
| Juegos                       | Sede      | Resultado  |
| ---------------------------- | --------- | ---------- |
| Juegos Centroamericanos 2017 | Nicaragua | Subcampeón |

#### Juegos Centroamericanos y del Caribe 2018
El 6 de julio de 2018, se anunció el llamado de la selección Sub-21 dirigida por Marcelo Herrera para conformar la nómina que le haría frente al torneo de fútbol de los Juegos Centroamericanos y del Caribe, lista en la cual Juárez quedó dentro del selecto grupo. Aguardó desde la suplencia en el primer juego del 20 de julio en el Estadio Romelio Martínez de Barranquilla contra el anfitrión Colombia, donde se produjo la derrota por 1-0. Dos días después pero en el mismo escenario deportivo, Juárez completó la totalidad de los minutos mientras que su escuadra sumó la primera victoria de 3-2 sobre Trinidad y Tobago. Tras el nuevo revés dado el 24 de julio ante Honduras con marcador de 1-2, su selección quedó eliminada en fase de grupos y ocupó el tercer lugar de la tabla.
| Juegos                                    | Sede     | Resultado      |
| ----------------------------------------- | -------- | -------------- |
| Juegos Centroamericanos y del Caribe 2018 | Colombia | Fase de grupos |

## Clubes
| Club             | País       | Año         |
| ---------------- | ---------- | ----------- |
| L.D. Alajuelense | Costa Rica | 2016 - 2017 |
| Guadalupe F.C.   | Costa Rica | 2017 - 2018 |

## Palmarés

### Títulos nacionales
| Título                         | Club            | País       | Año  |
| ------------------------------ | --------------- | ---------- | ---- |
| Supercopa de Costa Rica        | C. S. Herediano | Costa Rica | 2024 |
| Primera División de Costa Rica | C. S. Herediano | Costa Rica | 2024 |
| Primera División de Costa Rica | C. S. Herediano | Costa Rica | 2025 |